# Porta San Marco (Pistoia)
Porta San Marco è uno dei quattro comuni, denominati "cortine" (gli altri erano Porta al Borgo, Porta Lucchese e Porta Carratica) in cui fu diviso il contado della città di Pistoia (il cui territorio comunale era delimitato dalle mura medievali) fino al 1877, anno un cui furono annessi a quest'ultimo.
Il comune di San Marco, che prendeva il nome dall'omonima porta, si estendeva per circa 65 km² e confinava con i comuni di Pistoia, Porta al Borgo, Sambuca Pistoiese, Cantagallo, Montale e Porta Carratica. 
Al momento della soppressione il comune contava 9 274 abitanti e comprendeva le località di Sant'Agostino, Baggio, Bigiano (già Comunello di Pulica), Candeglia, Chiesina, Germinaia, Iano, Santomato, Santomoro, San Quirico in Val di Bure, San Rocco e Val di Bure.